# 叠石山青铜时代山岗遗址
叠石山青铜时代山岗遗址亦名茶光村叠石山遗址，位于广东省深圳市南山区西丽街道茶光村南面，是一处青铜时期古人类文化遗址，距今约2200余年。

## 概况
遗址因所在的叠石山而命名。叠石山地处丘陵地带，东临大沙河，海拔约50米，南北宽约100米，东西长约300米，附近为丘陵地区，遗迹主要分布在山的东坡及北坡。1987年4月，因广深公路的建设，该处遗址被发现，并旋即开始了考古发掘研究。遗址包含建筑基址及灰坑等生活遗迹，另有大量陶器残片及石器、铁器、青铜器遗物出土。其中，出土的铁器为4件（2种形制）铁斧，其为研究广东地区早期铁器的使用与来源提供了重要实证。

## 保护
- 2003年2月26日，遗址被公布为南山区区级文物保护单位[3]
- 因建设需要，遗址所在地现已为商业街道